# Sphaeroma shimantoensis
Sphaeroma shimantoensis là một loài chân đều trong họ Sphaeromatidae. Loài này được Nunomura miêu tả khoa học năm 2003.